# Odoardo Beccari
Odoardo Beccari (Florença, 16 de novembro de 1843 — Florença, 25 de outubro de 1920) foi um naturalista italiano.

## Biografia
Beccari estudou numa escola em Lucca e nas universidades de Pisa e Bologna. Após a graduação passou alguns meses no Jardins Botânicos Reais de Kew, onde se encontrou com Charles Darwin, William Hooker, Joseph Hooker, e James Brooke (o primeiro Rajá de Sarawak). A conexão com o Rajá levou-o para uma viagem de três anos (1865-1868) até Sarawak, Brunei e as  ilhas da Malasia, Nova Guiné e ao Caribe. Nesta viagem descobriu novas espécies de palmeiras.
Após sua viagem para a Abissínia retornou à Nova Guiné com o ornitologista Luigi Maria d'Albertis, em 1872. Em 1882 casou-se e teve quatro filhos.
Beccari fundou, em 1869 o jornal Nuovo Giornale Botanico Italiano ("Novo Jornal Botânico Italiano") e fundou o jardim botânico de Florença. É mais conhecido por ter descoberto em Sumatra, em 1878, a maior flor do mundo, a Titan Arum (Amorphophallus titanum).
Atualmente, a coleção botânica de Beccari está conservada no  Museu de História Nacional de Florença.
Beccarinda, um gênero da família das  Gesneriaceae foi-lhe  dedicado por Kuntze e a palma-de-Madagascar, Beccariophoenix madagascariensis Jumelle & H.Perrier, também recebeu o seu nome como homenagem.

## Obras
- Malesia, raccolta d’osservazioni lese e papuano (três volumes, 1877-[1889).
- Nelle Foreste di Borneo. Viaggi e ricerche di un naturalista (S. Landi, Florença, 1902).
- Asiatic Palms (1908).
- Palme del Madagascar (1912).
- Nova Guinea, Selebes e Molucche. Diari di viaggio ordonati dal figlio Prof. Dott. Nello Beccari (La Voce, Florença, 1924).
- Contributo alla conoscenza della palma a olio (Elaeis guineensis), (1914)
- Malesia; raccolta di osservazioni botaniche intorno alle piante dell'arcipelago Indo-Malese e Papuano pubblicata da Odoardo Beccari, destinata principalmente a descrivere ed illustrare le piante da esso raccolte in quelle regioni durante i viaggi eseguiti dall'anno 1865 all'anno 1878 (1916)
- Il genere Cocos Linn. e le palme affini  (1916)
- Em co-autoria com Joseph Francis Charles Rock (1921) A monographic study of the genus Pritchardia
- Nelle foreste di Borneo: viaggi e ricerche di un naturalista (1982)
- Wanderings in the great forests of Borneo (1989)